# Emphyleuscelus ruber
Emphyleuscelus ruber es una especie de coleóptero de la familia Attelabidae.

## Distribución geográfica
Habita en Brasil.